# Craig Claiborne

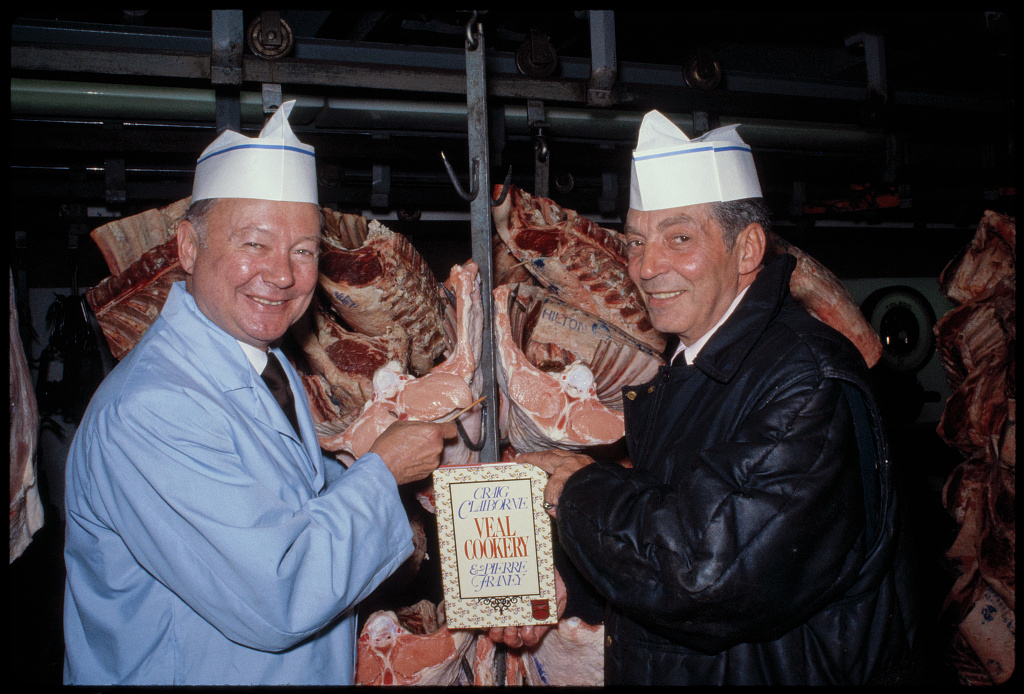
Craig Claiborne (links, 1982)

Craig Claiborne (* 4. September 1920 in Sunflower, Mississippi; † 22. Januar 2000) war ein US-amerikanischer Restaurantkritiker, Kochbuchautor und Journalist. Er gilt gemeinsam mit M. F. K. Fisher, Julia Child und James Beard als eine der Persönlichkeiten, die zwischen 1930 und 1970 die US-amerikanische Kochkunst und Esskultur maßgeblich beeinflussten.

## Leben
Craig Claibornes Mutter führte eine Pension, in der die Gäste auch bekocht wurden. Claiborne diente während des Zweiten Weltkrieges und des Koreakrieges in der US Navy und fand während dieser Zeit heraus, dass seine Leidenschaft im Kochen lag. Er nutzte den G.I. Bill, um sich in einer Hotelschule in Lausanne ausbilden zu lassen. Anschließend kehrte er in die USA zurück. Er schrieb für eine Reihe von Gourmet-Magazinen und arbeitete für die New York Times, für die er ab 1957 für die Seiten zuständig war, die sich mit Esskultur auseinandersetzten. Er gilt als der erste Mann, der in den USA bei einer großen Zeitung diese Aufgabe wahrnahm. In den 1950er Jahren richteten sich Zeitungsartikel, die sich mit Kochkunst und Esskultur auseinandersetzten, überwiegend an eine weibliche Leserschaft und begrenzten sich auf Themen, die sich mit der Rolle einer Gastgeberin auseinandersetzten, sowie auf Rezepte für eine etwas gehobener Küche. Craig Claiborne, ein leidenschaftlicher Gourmet, gelang es, seinen Lesern seine Leidenschaft für gutes Essen zu vermitteln, besprach vor allem Restaurants mit innovativen Küchen und trug maßgeblich dazu bei, dass die New York Times auf dem US-amerikanischen Markt führend in diesen Themen wurde.
Craig Claibornes Kolumnen, Restaurantkritiken und Kochbücher machte seine Leserschaft mit einer großen Bandbreite ethnischer Küche – vor allem asiatische und mexikanische Küche bekannt. In den 1950er Jahren war die US-amerikanische Küche noch sehr konservativ in der Zubereitungsweise. Die wenigen Gourmetrestaurants, die in großen Städten wie New York anzutreffen waren, servierten ausschließlich französische Küche auf – nach Ansicht von Craig Claiborne – nicht sonderlich hohem Niveau. Grundsätzlich versuchte er Restaurants dafür verantwortlich zu machen, was sie ihren Gästen servierten. Zur Bewertung von Restaurants führte er ein Vier-Sterne System ein, dass bis heute von vielen anderen Restaurantkritikern gleichfalls verwendet wird.

## Das 4.000-Dollar-Abendessen
Im Jahr 1975 hatte Claiborne auf einer von einem Fernsehsender veranstalteten Wohltätigkeitsveranstaltung für 300 US-Dollar ein Abendessen für zwei Personen auf Kosten von American Express ersteigert. Gemeinsam mit seinem Freund Pierre Franey wählte er das Pariser Restaurant Chez Denis, eines der bekanntesten Restaurants der französischen Hauptstadt. Der dortige Chefkoch Claude Mornay stellte für seine Gäste ein Menü von 31 Gängen zusammen. Serviert wurden über einen Zeitraum von fünf Stunden unter anderen Foie gras, Trüffel, Hummer, Kaviar, Ortolan, Austern und auserlesene Weine wie einen 1918er Chateau Latour, einen Mouton Rothschild von 1928.
Die Rechnung für das Menü, die American Express übernahm, betrug rund 4.000 Dollar. Als Claiborne kurz darauf sein Mahl in seiner New-York-Times-Kolumne beschrieb und seinen Hummer unter anderem als gummös bezeichnete, erhielt die Zeitung tausende von Leserzuschriften, die dieses luxuriöse Mahl als obszön, skandalös und unpassend in einer Welt nannten, in der so viele hungerten. Zu den Kritikern des Mahls gehörte auch Papst Paul VI.

## Veröffentlichungen
- The New York Times Cookbook
- Craig Claiborne’s The New New York Times Cookbook
- The New York Times International Cookbook
- A Feast Made for Laughter (Autobiographie)
- Craig Claiborne’s Kitchen Primer
- Craig Claiborne’s The New York Times Food Encyclopedia
- Craig Claiborne’s Gourmet Diet (mit Pierre Franey)
- The Master Cooking Course (mit Pierre Franey)
- Cooking with Craig Claiborne and Pierre Franey
- Cooking with Herbs and Spices
- Veal Cookery
- Classic French Cooking
- Elements of Etiquette: A Guide to Table Manners in an Imperfect World
- Craig Claiborne’s Memorable Meals Menus, Memories and Recipes from over Twenty Years of Entertaining
- Craig Claiborne’s Favorites from The New York Times

## Einzelbelege
1. ↑  Fussel, S. V–VII.
2. ↑  Fussel, S. 39.
3. ↑  Blow out! History’s 10 greatest banquets. In: The Independent. 10. Februar 2007, aufgerufen am 14. November 2009.

| Personendaten    | Personendaten                                                      |
| ---------------- | ------------------------------------------------------------------ |
| NAME             | Claiborne, Craig                                                   |
| KURZBESCHREIBUNG | US-amerikanischer Restaurantkritiker, Kochbuchautor und Journalist |
| GEBURTSDATUM     | 4. September 1920                                                  |
| GEBURTSORT       | Sunflower, Mississippi                                             |
| STERBEDATUM      | 22. Januar 2000                                                    |